# Milicias Populares ¡Basta Ya!
Las Milicias Populares ¡Basta Ya! es un grupo guerrillero originario del estado de Guerrero, publicando su primer comunicado a Internet el 6 de octubre del 2014, donde manifiestan su inconformidad por la represión a líderes sociales, el ascenso del Neoliberalismo, la Guerra contra el narcotráfico en México, la desaparición de los 43 normalistas de Ayotzinapa, la Matanza de Tlataya, y la administración del presidente Enrique Peña Nieto, instando a la lucha armada.

## Historia

### Operación 26 de septiembre
Las Milicias Populares ¡Basta Ya! (MPBY) se hicieron públicas el 6 de octubre del 2014, en un comunicado donde expresan su inconformidad en varios rublos, haciendo hincapié en la guerra contra el narcotráfico y la represión sufrida en las manifestaciones durante la toma de poder de Enrique Peña Nieto, y los disturbios por la desaparición de los 43 normalistas, diciendo que no era muy diferente a la represión sufrida durante el Porfiriato.
Días después el grupo clamó responsabilidad en un comunicado que subió en forma de video, donde mostraban a tres militantes leyendo la proclama de una explosión registrada en frente de las instalaciones de una tienda Soriana en el municipio de Ecatepec de Morelos, en la madrugada del 14 de noviembre. Esta acción fue llamada "26 de septiembre" en honor al día en el que fueron desaparecidos los normalistas de Ayotzinapa. El gobierno del Estado de México negó que la explosión fuese provocado por un atentado ya que supuestamente "no se encontraron elementos de algún explosivo", además de aludir a una fuga de gas, además de no mencionar ni confirmar el nombre del grupo.

### Actividades posteriores
Después de nueve meses en pausa, el grupo volvió a sacar un comunicado el 25 de septiembre del 2015, donde no solo rememoran la independencia, sino también el Asalto al cuartel de Madera y la conmemoración a la desaparición de los 43 normalistas de Ayotzinapa. El grupo amenazó con regresar con más ataques a pesar de "la continua represión".
Más de un año más tarde el grupo saco un comunicado, donde habla de su organización, así como de mencionar la necesidad que "el pueblo armado, las autodefensas armadas y las milicias populares son un elemento clave en la construcción de un verdadero poder popular", además de mencionar que el grupo sigue estando "en guerra" contra el gobierno federal y empresas transnacionales, además de subrayar en que la importancia de la conservación de la naturaleza. El grupo en el comunicado sigue reclamando justicia por los 43 desaparecidos de Ayotzinapa.